# Thelypteris albosetosa
Thelypteris albosetosa là một loài dương xỉ trong họ Thelypteridaceae. Loài này được C.F.Reed mô tả khoa học đầu tiên năm 1968.
Danh pháp khoa học của loài này chưa được làm sáng tỏ. 